# سیارک ۱۶۸۰۴
سیارک ۱۶۸۰۴ (به انگلیسی: 16804 Bonini، نامگذاری:1997SX15) شانزده هزار و هشتصد و چهارمین سیارک کشف شده‌است که در ۲۷ سپتامبر ۱۹۹۷ کشف شد.
قدر مطلق سیارک برابر ۳۲.۳ است.